# Marek Arcimowicz
Marek Arcimowicz (ur. 1972) – polski fotograf specjalizujący się w fotografii outdoorowej, wspinacz, podróżnik, wykładowca akademicki.

## Życiorys
Studiował architekturę na Wydziale Architektury Politechniki Wrocławskiej. Pełnił funkcję redaktora oraz głównego fotografa w Magazynie „Góry”. Jego twórczość i artykuły znalazły się w publikacjach książkowych i prasie, m.in. w „National Geographic”, „Traveller”, „Geo”, „Podróże”, „Focus”. Jego prace prezentowane były na prestiżowych wystawach, m.in. „Oczami Fotografów National Geographic”.
Fotografował na obszarach Spitsbergenu, pustyni Gobi, Papui, Indii, Mongolii oraz górskich szczytach Himalajów. Był zarówno uczestnikiem, jak i organizatorem licznych wypraw wspinaczkowych, eksploracyjnych i badawczych. Pasjonat techniki fotografowania aparatem wielkoformatowym.

## Praca zawodowa
W 1994 roku odbył podróż do Tybetu, która wpłynęła na rozwój zamiłowania do fotografii profesjonalnej. W 1999 roku rozpoczął pracę jako „fotograf od zadań specjalnych” w National Geographic Polska. W 2000 roku rozpoczął pracę jako specjalista ds. designu i organizator sesji specjalistycznych w firmie Alpinus. Wraz z założycielami firmy: Arturem Hajzerem i Januszem Majerem, odbył wyprawę arktyczną na najwyższą górę Spitsbergu, Newtontoppen. W tym samym roku dołączył do agencji „Portfolio” założonej przez Andrzeja Zycha. Zajmował się fotografią związaną z sytuacjami ekstremalnymi – fotografował w najtrudniejszych warunkach pogodowych.
W latach 2011–2012 dołączył do dwóch wypraw wspinaczkowych. Wraz z dwoma wenezuelskimi alpinistami dokonał drugiego w historii, po wyprawie Stephen’a Platt i Scharlie Wright, wejścia na Tramen Tepui – górę pomiędzy Gujaną a Wenezuelą. Były to wyprawy pod patronatem polskiej edycji National Geographic, podczas których odkryto 3 nowe gatunki zwierząt.
Od 2014 do 2018 roku współpracował z Martyną Wojciechowską. Dołączył do realizacji programu „Kobieta na krańcu świata” jako fotograf. Jednym z jego fotoreportaży jest opowieść o afrykańskich dzieciach cierpiących na bielactwo „Ludzie duchy”.
W 2002 roku zdobył I nagrodę w XII edycji Biennale Fotografii Górskiej, konkursu organizowanego przez Jeleniogórskie Centrum Kultury. W 2004 roku również zajął pierwsze miejsce w XIII edycji Biennale Fotografii Górskiej. W 2016 roku został uhonorowany tytułem Ambasadora Wałbrzycha.
W 2020 roku odbyła się pierwsza edycja festiwalu fotograficznego „FotoCamp”, którego Arcimowicz jest pomysłodawcą i organizatorem. Nazywana jest przez autora „Fotograficznym Woodstockiem”. Wydarzenie to łączy nie tylko prezentacje autorskie czy warsztaty fotograficzne, ale również przeglądy portfolio. Jest ambasadorem firmy Sony.